# 浜松市かわな野外活動センター
浜松市かわな野外活動センター（はままつし かわなやがいかつどうせんたー）は、静岡県浜松市浜名区引佐町川名に位置する野外社会教育施設。

## 概要
浜松市第2次総合計画基本計画と西遠地区広域市町村圏（3市6町1村）計画に基づき、浜松市がキャンプ場施設として、旧引佐郡引佐町に建設した。1985年7月6日にオープン。通称「浦山」の標高270～350メートルの場所に位置する。当センターの建設に伴い、静岡県道68号浜北三ケ日線、町道上組浦山線の改良がなされ、地域の振興に寄与している。
当初はキャンプが中心であったが、1989年4月11日には宿泊施設として少年自然の家が開所し、天体望遠鏡が設置された。
2005年7月1日、引佐町など2市8町1村が浜松市に編入され、施設の場所も浜松市にあることになった。
2022年度の使用人数は1万9818人、2023年度の使用人数は2万1730人だった。
2024年5月23日、浜松市議会定例会に、施設利用料金のすべてを2倍に値上げする議案が上程された。本会議の審議で「子育て支援の拡充を推進しているさなかに、子育て世代への負担を増大させる本議案は、中野祐介市政の政策に逆行しているのではないか」との意見が出されたが、同年6月17日に同議案は賛成多数で可決された。料金値上げは2025年4月1日に実施された。
休所日は月曜日。ただし7月1日～9月30日は休所日なし。年末年始の12月29日～1月3日は休み。
いなさ湖をはさんで北東に静岡県立観音山少年自然の家がある。

## アクセス
- 乗用車。
  - 浜松駅から第1・第2駐車場まで。約29km。約1時間。
  - 浜松いなさICから旧川名小横駐車場まで。約4.5km。約15分。
  - 浜松サービスエア・スマートICから旧川名小横駐車場まで。約6km。約15分。
- バス。浜松駅乗車、旧川名小横駐車場を下車。約1時間10分。